# Ty Cobb
Tyrus Raymond Cobb (Narrows, Georgia, 18 de diciembre de 1886-Atlanta, Georgia, 17 de julio de 1961), más conocido como Ty Cobb, fue un beisbolista estadounidense. Jugaba en la posición de jardinero central y desarrolló su carrera en los Detroit Tigers y los Philadelphia Athletics de las Grandes Ligas de Béisbol (MLB).
Al momento de su retiro, en 1928, poseía noventa récords de Grandes Ligas. Cobb también recibió más votos que ningún otro pelotero en la votación inicial del Salón de la Fama, honor que recibió en 1936.
Actualmente retiene el récord del mayor promedio de bateo en MLB con .367 y retuvo por décadas el récord de más hits, que actualmente posee Pete Rose.
Aunque Cobb fue considerado la mayor estrella del béisbol en su época, su legado como deportista ha sido en ocasiones eclipsado por su reputación de mal temperamento y agresividad, por el cual fue descrito en su momento por el Detroit Free Press como «atrevido al punto de la demencia».

## Biografía
Ty Cobb nació en Narrows, Georgia, siendo el primero de los tres hijos de Amanda Chitwood Cobb y William Herschel Cobb.
El 8 de agosto de 1905 el padre de Cobb fue asesinado de un disparo efectuado por la madre de Ty; aparentemente William Cobb sospechaba de la fidelidad de su esposa y estaba espiándola en su propia habitación. Cuando esta vio la silueta, actuó en defensa propia, presumiendo que se trataba de un intruso.

## Carrera

### Ligas Menores
Sus primeros equipos fueron el Royston Rompers, el semiprofesional Royston Red y el Augusta Tourists de la Liga Atlántica Sur, o Sally League. Este equipo lo dejó libre apenas dos días después de iniciada la temporada, yendo entonces a las pruebas del equipo Anniston Steelers de la liga semiprofesional de Tennessee-Alabama, con la advertencia de su padre aún resonando en su mente: "no vuelvas a casa como un fracasado". Cobb se autopromocionaba enviando postales a Grantland Rice, el editor deportivo del Atlanta Journal con diferentes alias. Finalmente Rice escribió una pequeña nota en el Journal diciendo que "un joven llamado Cobb parece estar demostrando un talento inusual". después de tres meses regresó al Tourists donde al final de temporada tenía un registro de 0,237 en 35 juegos.
En agosto de 1905 los Tourists vendieron a Cobb a los Detroit Tigers de la Liga Americana por 750 dólares.

### MLB

#### Detroit Tigers

##### Primeros años
Tres semanas después de la muerte de su padre, Cobb debutó en el jardín central de los Detroit Tigers, el 30 de agosto de 1905. En su primer turno al bate en las mayores, Cobb bateó un doble ante los New York Highlanders que después se convertirían en los Yankees. Esa primera temporada bateó sólo para .240 en 41 juegos; sin embargo, su desempeño como novato fue lo suficientemente promisorio como para que Detroit le diera un contrato de 1.500 dólares para 1906.

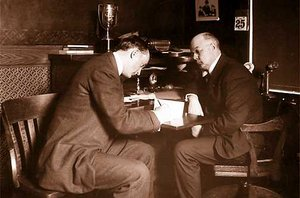
Cobb firmando contrato con Detroit en 1908.

Aunque era costumbre el trato descortés a los novatos, Cobb no lo soportaba y pronto comenzó a distanciarse de sus compañeros de juego. Posteriormente atribuyó su temperamento hostil a esta experiencia: «Esos veteranos me convirtieron en un gato montés malhumorado».
Al año siguiente Cobb se convirtió en el jardinero central habitual de Detroit, bateando para .318 en 98 juegos. Nunca bateó por debajo de esa marca durante el resto de su carrera. Cobb, firmemente atrincherado en el jardín central, lideró a los Tigres para ganar el banderín de la Americana tres veces consecutivas de 1907 a 1909. Detroit perdió dos Series Mundiales con los Cachorros de Chicago dos veces seguidas y con los Piratas de Pittsburgh en 1909; y Cobb tuvo un promedio de postemporada muy inferior al estándar de su carrera durante la temporada regular.
En un recordado juego en 1907, Cobb alcanzó la primera base con un sencillo, se robó la segunda, se robó la tercera y finalmente el home en intentos consecutivos. Terminó esa temporada con .350 de promedio, 212 imparables, 49 bases robadas y 119 carreras impulsadas. A pesar de su gran éxito en el terreno de juego, Cobb no era ajeno a la controversia fuera del mismo. En un entrenamiento en la primavera de 1907, tuvo una pelea con uno de los cuidadores del campo de los Tigres, en Augusta, Georgia, en la que terminó acusado de tratar de ahogar a la esposa de este cuando la misma intervino en la riña.
En septiembre de 1907, Cobb inició una relación comercial con The Coca-Cola Company que duró por el resto de su vida. Para el momento de su muerte era propietario de tres plantas embotelladoras en California, Idaho y Oregón, y poseía más de 20.000 acciones de la compañía. También fue un célebre portavoz del producto; una publicidad de Cobb proclamaba que: «Siempre encuentro que beber Coca-Cola entre juegos me refresca a tal punto que puedo comenzar un segundo juego con la sensación de no haberme estado ejercitando en absoluto, a pesar de mis esfuerzos en el primero». La siguiente temporada Detroit superó a Chicago en la lucha por el banderín de la Americana, Cobb ganó nuevamente el título de bateo a pesar de batear solo para .324, y a pesar de haber perdido de nuevo la Serie Mundial, Cobb tenía algo que celebrar; en agosto de 1908 se casó con Charlotte "Charlie" Marion Lombard, hija de Roswell Lombard, de Augusta, Georgia.
En 1909, Detroit volvió a ganar la Liga Americana, y nuevamente falló en la Serie Mundial, esta vez contra los Piratas de Pittsburgh. Durante la Serie, Cobb se robó el home en el segundo juego, iniciando una seguidilla de tres carreras; pero este fue su punto más alto para Cobb en estos enfrentamientos. Terminó bateando .231 en su última Serie Mundial (Detroit solo ganaría la Serie hasta 1935, ya retirado Cobb). Aunque su actuación fue mala esa postemporada, en la temporada regular ganó la Triple Corona liderando en promedio (.377), carreras impulsadas (107),
y nueve (9) cuadrangulares; todos dentro del campo, convirtiéndose en el único jugador en la historia en liderar la liga en el apartado de cuadrangulares, sin batear la pelota fuera del terreno de juego.

##### 1910 y la controversia del premio Chalmers

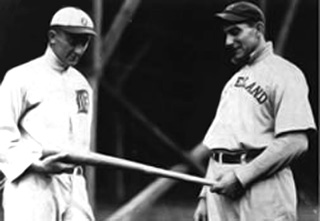
Cobb y Napoleon "Nap" Lajoie.

En 1910, Cobb y Napoleon "Nap" Lajoie iban cabeza a cabeza por el título de la Liga Americana, con Cobb liderando por un pequeño margen el último día de la temporada. El premio para el ganador del título era un vehículo de la marca Chalmers. Ty decidió no jugar este último partido para preservar su promedio; Lajoie se enfrentaba a los Saint Louis Browns en una doble jornada, conectando ocho hits, seis de los cuales fueron toques de bola hacia la tercera base que cayeron justo frente al jugador de esta posición. Posteriormente se conoció que el mánager de los Browns, Jack O'Connor, le ordenó al tercera base que jugase profundo hacia el jardín izquierdo para favorecer a Lajoie y que este ganara el título. Un séptimo hit se acreditó a un lanzamiento sin control a la primera base que en otra circunstancia hubiese sido anotado como error. El periódico St. Louis Press, uno de los numerosos diarios que criticaron el engaño, escribió: «Toda St. Louis levanta sus brazos para reclamar el deplorable espectáculo, concebido por la estupidez y ejecutado por los celos».
Después de algunas discusiones, Ban Johnson, presidente de la Liga Americana, dio todos los porcentajes de bateo oficiales, con Cobb aparentemente ganando, con .3850687 contra .3840947 de Lajoie. De cualquier forma, la gente de Chalmers decidió premiar tanto a Cobb como a Lajoie con sendos vehículos. Al año siguiente el premio Chalmers fue otorgado al jugador más valioso de cada liga, naciendo de esta forma el moderno concepto MVP, con Cobb ganando la versión de la Liga Americana de forma unánime.
Por otra parte, es la temporada de 1910 la que influye en las discrepancias de las estadísticas de la vida de Cobb: durante muchos años se dijo que el récord de Cobb de hits conectados era de 4.191, pero ese año un juego de Detroit fue erróneamente contado dos veces, por lo que se le dio a Cobb un resultado adicional de 2 hits en tres turnos. Además de recompensarlo con dos hits adicionales inexistentes, también elevó el promedio de bateo de Cobb desde .383 a .385; a Lajoie se le acredita un promedio de .384 en la temporada de 1910 lo que le atribuiría el título de ese año y le restaría a Cobb uno de los doce títulos que ostenta. El comité de la oficina del comisionado votó unánimemente no cambiar las estadísticas y récords de Cobb, si bien esta regla ha sido tradicionalmente ignorada por los expertos en estadística del deporte.
Con los Browns ayudando deliberadamente a un oponente a sobrepasar un total de hits ya de hecho inexacto, el lío matemático que sobrevino fue así descrito por un escritor: «Se podría decir que la temporada de 1910 produjo dos promedios de bateo falsos y un campeón objetable».

##### 1911 y adelante
Cobb fue reconocido no solo como deportista sino como uno competidor psicológico. En 1911 llevaba una temporada típicamente buena, incluyendo una cadena de 40 juegos seguidos conectando imparables. No obstante, Joe Jackson le aventajaba con .009 puntos de promedio de bateo. Los sucesos que llevaron a Cobb a superar a Jackson fueron contados por Cobb en su autobiografía: cerca del final de la temporada, los Detroit Tigers de Ty tenían una larga serie de juegos contra Jackson y los Cleveland Naps. Paisanos sureños, Jackson y Cobb tenían una relación amistosa dentro y fuera del campo de juego que Cobb dijo haber utilizado a su favor. Durante la serie, ignoró a Jackson, no respondiendo a sus saludos o cualquiera de sus intentos de conversar; cuando Jackson persistió Cobb lo abofeteó con enfado, haciendo a Jackson preguntarse qué había hecho para molestar a Cobb. Tan pronto terminó la serie, un sonriente Cobb felicitó a Jackson y le deseó lo mejor. Cobb pensó que estos "juegos mentales" afectarían a Jackson quien finalmente bajó su promedio a .408 mientras el suyo se elevaba a .420.

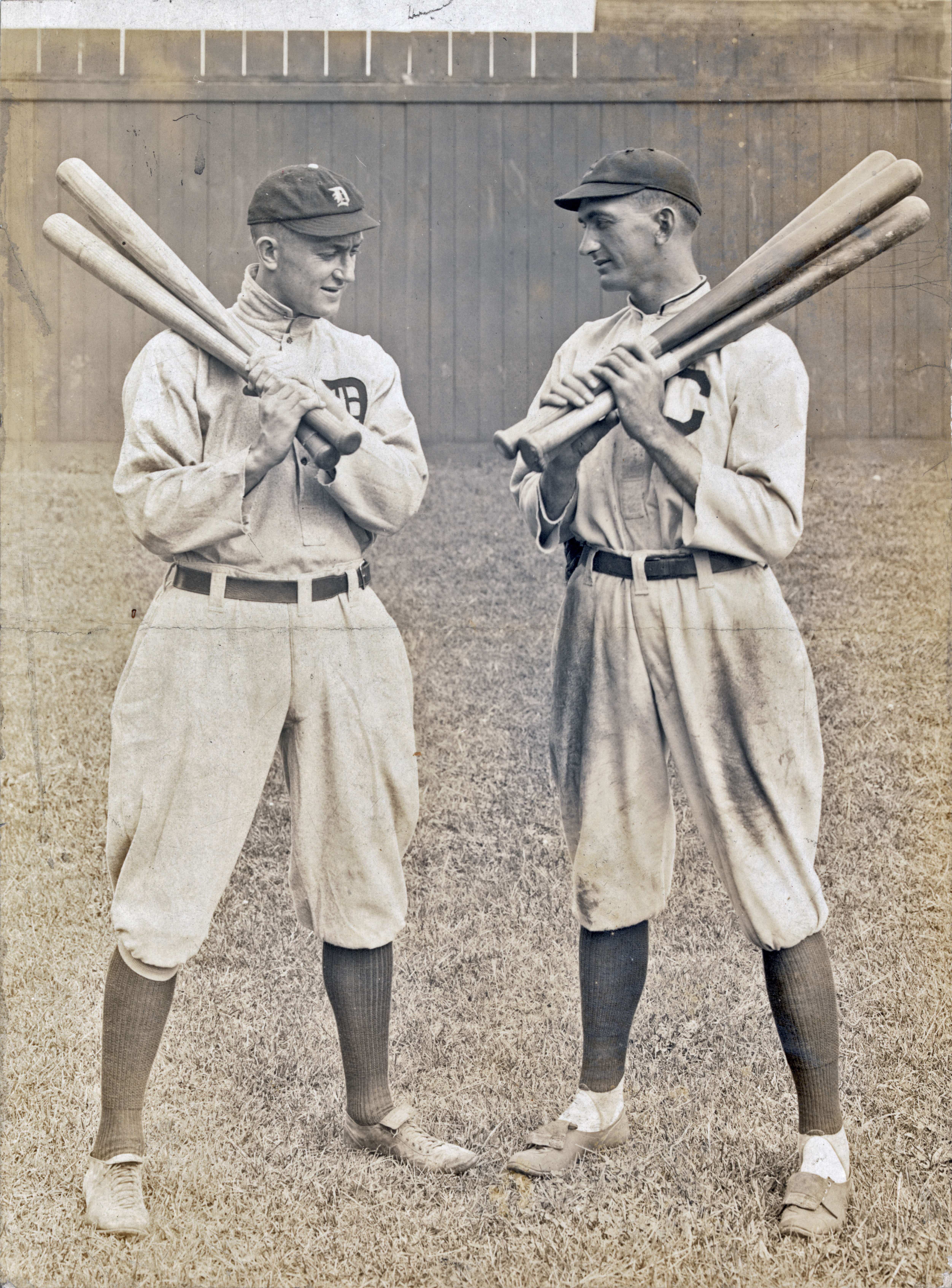
Ty Cobb y Joe Jackson en Cleveland.

Ese año lideró la Liga Americana en hits conectados (248), carreras anotadas (147), carreras impulsadas (127), bases robadas (83), dobles (47), triples (24) y un porcentaje de slugging de .621. La única categoría ofensiva en la que no fue primero fue en cuadrangulares, sobrepasado 11-8 por Frank Baker.
El dominio de Cobb en el plato se ve reflejado en la siguiente estadística: sólo fue retirado lanzándole a la pelota dos veces en toda la temporada 1911. Fue recompensado con otro premio Chalmers, esta vez al ser votado como jugador más valioso de la liga por la Asociación de Escritores de Béisbol de Estados Unidos.
Posiblemente el juego que mejor ilustra la singular combinación de habilidades y atributos de Cobb ocurrió el 22 de mayo de 1911; jugando contra los Yankees, anotó una carrera desde la primera base con un sencillo al jardín derecho, después anotó otra carrera desde la segunda base con un wildpitch. En la séptima entrada igualó el encuentro con un doble de dos carreras. Finalmente cuando el receptor de los Yankees comenzó una discusión airada con el umpire acerca de una jugada, de tal forma que los jugadores de diamante se acercaron a ver; Cobb se dio cuenta de que ninguno de los jugadores de los Yankees había pedido tiempo. De esta forma, y aprovechando la distracción, se paseó inadvertidamente hacia la tercera base y luego caminó casualmente hasta el plato como para tener una mejor vista de la discusión. Entonces repentinamente se deslizó hacia el plato para la carrera ganadora del juego.
El 15 de mayo de 1912 agredió a Claude Lueker, un fanático que le gritaba improperios en las gradas de Nueva York. Lueker y Cobb intercambiaron ofensas durante las primeras tres entradas del juego, y la situación llegó a su clímax cuando Lueker insultó de forma racista a Cobb (llamándole "half nigger", expresión despectiva); este reaccionó subiendo a las graderías y atacó a Lueker, quien había perdido una mano y tres dedos de la otra en un accidente industrial. Cuando los presentes conminaron a Cobb a detenerse porque el hombre no tenía manos, Cobb respondió «no me importa si no tiene pies». La Liga suspendió a Cobb y al resto del equipo, que si bien no le tenían mucho cariño, fueron a huelga para protestar la suspensión previamente a un juego en Filadelfia. Para ese juego, Detroit sustituyó a sus jugadores regulares con un equipo de la liga universitaria, otros tomados de campos de juego improvisados y un par de entrenadores del equipo, perdiendo 24-2. Uno de los récords negativos más altos de la historia del béisbol fue establecido ese día, especialmente los 26 hits permitidos por Allan Travers, quién lanzó el más inverosímil juego completo en la historia de las Grandes Ligas. La huelga terminó cuando Cobb urgió a sus compañeros a volver al terreno de juego.
Durante su carrera Cobb se vio involucrado en numerosas peleas, tanto dentro como fuera del terreno de juego, y en varias arengas llenas de blasfemias. Por ejemplo, Cobb y el árbitro Billy Evans acordaron arreglar a golpes sus diferencias respecto a una decisión de Evans durante un encuentro, siendo llevados bajo las graderías después del juego, los miembros de ambos equipos presenciando la riña, la cual acabó al ser separados. Para entonces Cobb ya había golpeado a Evans, tumbándolo, y había comenzado a estrangularlo. En alguna ocasión abofeteó a un operador de elevadores afroamericano por ser "presuntuoso" y cuando un vigilante nocturno intervino, Cobb sacó una navaja y lo apuñaló (el asunto fue posteriormente arreglado fuera de tribunales).

##### 1915-1921

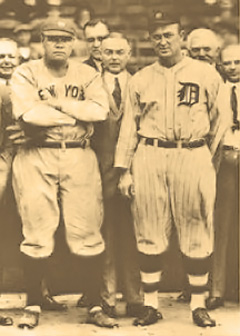
Babe Ruth (izquierda) y Ty Cobb.

En 1915, Cobb estableció un récord para una temporada en bases robadas con 96. Este récord permanecería hasta que Maury Wills lo rompiese en 1962. Su seguidilla de cinco campeonatos de bateo consecutivos (en esa época se contaban como nueve consecutivos debido a la controversia Chalmers) terminó al año siguiente, al finalizar segundo con .371 detrás de los .386 de Tris Speaker.
En 1917 protagonizó una película ("Somewhere in Georgia"), basada en una historia del columnista Grantland Rice. La película mostraba a Cobb como él mismo, un dependiente de banco con talento para el béisbol.
Para 1920, Babe Ruth estaba ya establecido como el bateador de más poder en las mayores. Cuando Cobb y Detroit se presentaron en Nueva York para enfrentarse a los Yankees por primera vez esa temporada. Los escritores deportivos definieron el encuentro como una demostración de dos estilos diferentes, Ruth disparó dos cuadrangulares y un triple durante la serie y Cobb solo bateó un hit durante la serie completa.
Mientras la popularidad de Babe Ruth crecía, Cobb se hizo progresivamente más hostil a este. Cobb veía a Babe no sólo como una amenaza contra su estilo de juego, sino contra su estilo de vida. Mientras Cobb predicaba una especie de ascetismo, Ruth se atiborraba de perros calientes, cerveza y mujeres. Posiblemente lo que más le disgustaba del Babe era que a pesar de su total indiferencia por su estado físico y por el béisbol tradicional, aún tenía un éxito abrumador y llevaba fanáticos al estadio en cantidades récord para verlo jugar y establecer sus propias marcas.
Después de soportar ver como su fama y notoriedad eran usurpadas por Ruth, Cobb decidió demostrar que batear hacia las cercas no era un reto para un bateador de contacto de élite. El 25 de mayo de 1925 Cobb inició un desempeño en una doble jornada mejor de la que hubiese tenido el jugador de los Yankees.
Sentado en el dogout conversando con un cronista deportivo, le comentó a este que por primera vez en su carrera, iba a batear para pasar la pelota sobre la cerca; ese día Cobb bateó 6 imparables en 6 turnos, con dos sencillos, un doble y tres cuadrangulares. Las 16 bases alcanzadas en ese juego sentaron un nuevo récord para la Liga Americana.
Al día siguiente bateó tres imparables más, incluyendo dos cuadrangulares. Sus nueve hits consecutivos en tres juegos fueron un récord personal para Cobb, sus cinco cuadrangulares en dos partidos igualaron un récord establecido en la Liga Nacional, en 1884, por Cap Anson. Cobb quería demostrar que podía batear jonrones cuando lo quisiese, sólo que había optado por no hacerlo. Al final de la serie, Cobb, de 38 años, había bateado 12 hits en 19 turnos, con 29 bases, entonces regresó tranquila y felizmente a su estilo de batear y correr.
Por su parte, la actitud de Ruth fue decir que él "«hubiese podido tener un promedio de .600 de por vida, pero hubiese sido bateando sencillos, y la gente paga para ver cuadrangulares». El 19 de agosto de 1921, en el segundo juego de una doble cartelera contra Elmer Myers de los Boston Red Sox, Cobb alcanzó su hit número 3.000.

##### Jugador y mánager

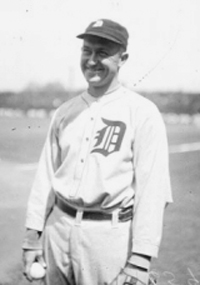
Cobb posando con el uniforme de los Tigers.

En 1921, Frank Navin dueño de los Tigers, firmó a Cobb; entonces de 34 años; para sustituir a Hughie Jennings como entrenador para esa temporada con un contrato de 32.500 dólares estadounidenses. Este contrato tomó al mundo del béisbol por sorpresa. Adversado por la mayoría (incluyendo a los jugadores de su mismo equipo), su estilo de dirigir dejó mucho que desear. Midiendo a los demás jugadores según su mismo estándar, terminó esperando de estos más de lo que eran capaces de dar.
Lo más cerca que estuvo de ganar el banderín de la Americana fue en 1924 cuando quedaron terceros en la liga, seis juegos detrás de los líderes y ganadores del banderín, los Washington Senators. Detroit había quedado segundo en 1922, pero a 16 juegos de los Yankees.
Cobb culpó de la falta de lucimiento de su carrera como mánager (479 ganados 444 perdidos) a Frank Navin, quien pasó por alto cierto número de jugadores de calidad que Cobb deseaba incluir en el equipo; de hecho el contratar a Cobb como mánager le significó a Navin un sustancial ahorro.
En 1922, Cobb empató el récord impuesto por Willie Keeler de cuatro juegos con cinco hits. Desde entonces esto ha sido igualado por Stan Musial, Tony Gwynn e Ichiro Susuki.
Para el final de 1925, Cobb estaba de nuevo en la lucha por el título de bateo, esta vez con uno de sus compañeros de equipo y dirigidos, Harry Heilmnann. En un doble juego contra los Saint Louis Browns, el 4 de octubre, Heilmann bateó seis hits, liderando a Detroit en una barrida a los Browns y derrotando a Cobb en el título de bateo .393 a .389. Cobb y el mánager de los Browns, George Sisler, jugaron como lanzadores en el juego final, Cobb lanzó una entrada perfecta.
En noviembre de 1926, Cobb anunció su retirada del béisbol tras veintidós temporadas como profesional. Poco después, Tris Speaker también se retiró como jugador y mánager de los Cleveland Indians. El retiro de dos grandes jugadores al mismo tiempo despertó cierto interés. Después se supo que ambos habían sido coaccionados a retirarse por las acusaciones de amaño de partidos por parte de Dutch Leonard, excompañero de Cobb en los Tigers.

#### Philadelphia Athletics

##### 1927: Regreso al béisbol
A pesar de las acusaciones de arreglo de partidos, el comisionado Kenesaw Mountain Landis permitió tanto a Cobb como a Tris Speaker regresar a sus equipos porque Dutch Leonard se negó a testificar en las audiencias convocadas por Landis. Ty Cobb optó por fichar por los Philadelphia Athletics. Cobb declaró haber regresado al béisbol en búsqueda de reivindicación y para poder decir que había dejado el béisbol en sus propios términos.
Cobb jugó su primer partido con los Athletics el 12 de abril de 1927 ante los New York Yankees, logrando un hit en cuatro turnos al bate. Hizo su regreso a Detroit para jugar contra los Tigers el 11 de mayo de ese año. Recibió una ovación por parte del público y bateó un doble en su primer turno. El 18 de julio de 1927, Ty Cobb se convirtió en el primer jugador de la historia de la MLB en batear 4.000 hits, cuando conectó un doble contra el lanzador y antiguo compañero de equipo Sam Gibson, en el Navin Field de Detroit. 1927 fue también el año de retiro del lanzador Walter Johnson, con una muy prolongada carrera que le llevó a enfrentarse a Ty Cobb en mayor número de ocasiones de las que se hayan encontrado ninguna otra pareja de rivales en la historia del béisbol de las Grandes Ligas.
Los Athletics de Ty Cobb eran un equipo joven que finalizó en la segunda posición de la Liga Americana con un registro de 91-63, solamente por detrás de uno de los mejores equipos de la historia del béisbol: los Yankees de 1927. 

##### 1928: Retiro definitivo
En 1928, Cobb regresó al campo de juego sin otra razón aparente que la de no tener nada más que hacer con su vida. Jugó cada vez con menor frecuencia por su edad y las florecientes habilidades de los jóvenes Athletic, que estaban una vez más en la lucha por el banderín contra los Yankees. Fue justamente contra los Yankees que, en septiembre, Ty Cobb tomó su último turno al bate, un débil batazo detrás de la primera; entonces anunció su retiro, efectivo al final de la temporada. Irónicamente, si se hubiese podido mantener con Philadelphia un año más finalmente hubiese obtenido el elusivo anillo de campeón de la Liga Americana, pero no fue ese su destino. Cobb terminó su carrera con 23 temporadas consecutivas bateando .300 o más (su única temporada por debajo de este promedio fue la de novato), un récord en las Grandes Ligas difícilmente superable.

## Tras su retiro como jugador

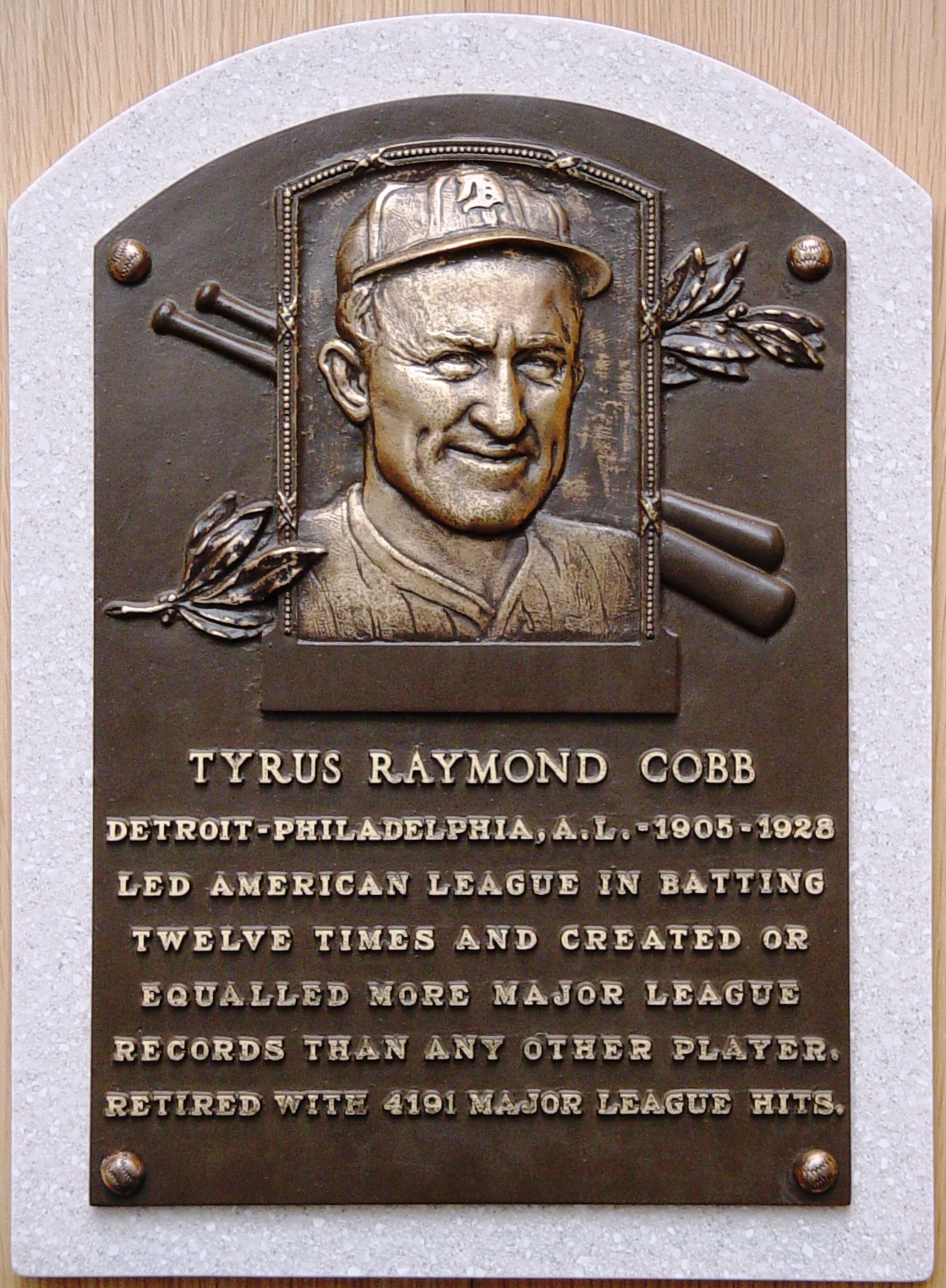
Placa conmemorativa de Ty Cobb en el Museo del Salón de la Fama del Béisbol en Cooperstown.

A cuenta de su contrato con Coca-Cola, Cobb se retiró como un hombre rico y exitoso. Pasó su retiro ocupado a tiempo completo en las actividades a las que generalmente se dedicaba fuera de la temporada regular de béisbol; la cacería, el golf y la pesca. Su otro pasatiempo era el comercio de acciones y bonos, por lo que llegó a incrementar su enorme fortuna.
En el invierno de 1930, se mudó a un rancho español en Atherton, California, una comunidad para millonarios en las afueras de San Francisco. Al mismo tiempo, su esposa Charlie introdujo la primera de muchas demandas de divorcio. Charlie finalmente se divorció de Ty en 1947, tras 37 años de matrimonio, los últimos de los cuales vivió en Menlo Park, California.
La tarea de ser esposo y padre nunca fue fácil para Ty Cobb. Sus hijos lo consideraban exigente, aunque capaz de ser gentil y extremadamente cálido. Su hijo James dijo en 1969 al cronista deportivo Ira Berkow que «el siempre quería que nos esforzáramos al máximo que pudiésemos en todo los que hacíamos» «tal como él lo hizo». Cobb siempre esperó que sus hijos fuesen atletas excepcionales, especialmente en el béisbol, Ty jr. fue expulsado de la Universidad de Princeton y hubiese preferido ser tenista que beisbolista, en general Cobb lo consideraba una decepción.
En febrero de 1936, recibió una satisfacción personal, cuando se anunció la primera elección para el Salón de la Fama, Cobb apareció en 222 de las 226 papeletas de votación, a gran distancia de Babe Ruth, Honus Wagner, Christy Mathewson y Walter Johnson, los otros jugadores que lograron 75% de los votos ese año, porcentaje necesario para ingresar al mismo. El porcentaje de 98,2 logrado por Cobb permaneció como récord hasta 1992 cuando Tom Seaver obtuvo 98,8% (posteriormente también Nolan Ryan superó el porcentaje de Cobb, con 98,79 % en 1999). Este resultado demostró que, si bien a muchas personas no les agradaba Cobb en lo personal, respetaban lo que había logrado como jugador. En 1998, la revista The Sporting News lo colocó como el tercero de los 100 mejores jugadores de todos los tiempos.
A mediados de la década de 1930, Cobb bebía y fumaba fuertemente, pasando gran parte de su tiempo quejándose del colapso del béisbol desde la llegada de Ruth.
También fue conocido por ayudar a surgir a nuevos jugadores, fue primordial su mediación para ayudar a Joe DiMaggio a negociar su contrato con los Yankees, así como el contrato de novato de Ted Williams, si bien la amistad con este último terminó cuando Williams sugirió que Rogers Hornsby había sido mejor bateador que Cobb.
Otro momento memorable en la vida de Cobb sucedió el 4 de abril de 1947 cuando regresaba de un torneo Masters de golf en compañía del cronista deportivo Grantland Rice. Tras detenerse en una licorería en Carolina del Sur, Cobb se dio cuenta de que la persona que atendía el local era Joe Jackson, quien había sido expulsado del béisbol casi treinta años antes por el escándalo de los Medias Negras de Chicago y quién pareció no reconocer a Cobb. Cuando finalmente este le inquirió: «yo te conozco, tú eres Joe Jackson, ¿No me reconoces Joe?...», este le respondió «claro que te conozco Ty, pero no estaba seguro que tú quisieras hablarme. Muchos no lo hacen».

## Últimos años
A los 62 años, Ty Cobb se volvió a casar, esta vez con Frances Cass, de 40 años; este matrimonio también fracasó. Según los alegatos de Cass, era simplemente muy difícil tratar con él cuando estaba ebrio. De cualquier forma Cobb ganó la demanda de divorcio.
Al final de sus años, y en parte debido a que dos de sus tres hijos murieron jóvenes, Cobb se vio con solo unos pocos amigos, entonces comenzó a actuar con generosidad con su patrimonio, donando 100.000 dólares estadounidenses en nombre de sus padres a su pueblo natal para la construcción de un hospital, llamado Cobb Memorial Hospital, además estableció la Fundación Educacional Cobb para ayudar a estudiantes pobres de Georgia a alcanzar estudios superiores, con una donación de 100.000 dólares estadounidenses hecha en 1953.
Cobb sabía además que otra forma de compartir su riqueza era asegurándose de que sus biografías fueran verídicas, y enseñaran a los nuevos aficionados como jugar al béisbol. El escritor John McCallum pasó un tiempo con Cobb para escribir un libro, mitad autobiografía mitad texto de enseñanza. McCallum llegó como casi todos a la conclusión de que Cobb era en sus mejores días una persona muy difícil, y en sus malos imposible. Se alega que el libro publicado por la colaboración de ambos en 1956 era, por decir lo menos, inexacto.
Después de la partida de McCallum, Cobb se encontró de nuevo solo y añorando volver a Georgia. Fue durante un viaje de cacería cerca de su casa en el lago Tahoe cuando, tras un colapso por dolor, le fue diagnosticado cáncer de próstata, diabetes mellitus, presión alta y la enfermedad de Bright. Regresó a su cabaña en el Tahoe cargado de analgésicos y whisky para tratar de mitigar el constante dolor. De cualquier forma, y por la desconfianza hacia el diagnóstico inicial, se dirigió a Georgia, donde médicos que él conocía confirmaron la presencia de cáncer en la próstata. Los médicos extirparon la próstata en el hospital de Emory, pero esto poco hizo para ayudar a Cobb, quien pasaría el resto de sus días atravesando el país entre su cabaña del lago Tahoe y un hospital en Georgia.

### Fallecimiento
En sus últimos días Cobb pasó algún tiempo con el comediante Joe E. Brown, hablando acerca de las elecciones que este había realizado a lo largo de su vida; Cobb le dijo a Brown que sentía haber cometido algunos errores y que hubiera hecho las cosas de modo diferente si hubiera podido. Que había jugado con fuerza y había vivido de la misma manera, que no le quedaban amigos que mostrar por esa razón y que se lamentaba de eso. De todas formas, públicamente Cobb clamaba no tener ningún arrepentimiento: "...he sido afortunado. No tengo derecho a sentir arrepentimiento por lo que he hecho" (Newsweek, 31 de julio de 1954).
En junio de 1961 se registró por última vez en el hospital de Emory, trayendo consigo cerca de un millón de dólares en una bolsa de papel junto con su pistola Luger. Esta vez su primera esposa, su hijo Jimmy y otros miembros de la familia fueron a acompañarlo en sus días finales. Murió un mes después, el 17 de julio de 1961.
Al funeral sólo se presentaron unas cuantas personalidades del mundo del béisbol, el deporte que dominó por más de 20 años: tres viejos jugadores y un representante del Salón de la Fama. También estuvieron su primera esposa, Charlie, sus dos hijas, su hijo Jimmy, los esposos de sus hijas y su nuera con sus dos nietos. La relativamente dispersa asistencia contrastó con la multitudinaria presencia de dolientes que se presentaron en el estadio de los Yankees y la Catedral de San Patricio de Nueva York para despedir al gran rival de Cobb, Babe Ruth, en 1948.
En su testamento dejó un cuarto de sus posesiones al Fondo Educacional Cobb, y el resto de sus 11.000.000 dólares estadounidenses lo distribuyó entre sus hijos y nietos. Cobb fue enterrado en el cementerio de Royston, Georgia. Hasta el año 2005 el Fondo Educacional Cobb había distribuido más de once millones de dólares en becas a jóvenes de Georgia.

## Legado
Los esfuerzos por crear un Memorial a Ty Cobb en Royston fallaron inicialmente, principalmente porque la mayor parte de sus pertenencias relativas al béisbol se encontraban en Cooperstown, en el Salón de la Fama, y este pueblo de Georgia fue visto como muy remoto para hacer un memorial que valiese la pena. El 17 de julio de 1998, en el 37° aniversario de su muerte, fue inaugurado el Museo Ty Cobb en Royston, Georgia. En agosto de 2005 se jugó un partido recreando el béisbol de 1905 en honor al centésimo aniversario del primer partido jugado por Cobb en las Grandes Ligas. En el mismo participaron descendientes de Cobb y ciudadanos de Royston, así como el bat boy que lo acompañó en las mayores durante años, quien hizo el primer lanzamiento y presenció el juego.

### Su nombre en la música
John Fogerty hace mención al jugador en su canción Centerfield "So say hey Willie, tell Ty Cobb and Joe DiMaggio", dicha canción se ha convertido en un icono de los juegos de las Grandes Ligas.
En 1997 Soundgarden, banda de grunge estadounidense lanzó el sencillo "Ty Cobb" (extraído del álbum de 1996 Down On the Upside) en honor al jugador.

### Cobb en el cine
En 1994, Ron Shelton dirigió una película sobre los últimos días del jugador, tomando de referencia su periplo con el escritor McCallum. Llamada como el jugador, "Ty Cobb", fue protagonizada por Tommy Lee Jones (recién ganador del Oscar por su papel en El Fugitivo) como el propio Cobb y Robert Wuhl como Al Stump, un periodista de segunda fila al que Cobb llama personalmente para que escriba su biografía. Stump (la versión de McCallum en la película) vive con Cobb mientras este le va dictando poco a poco el libro, mientras que los peores secretos y confidencias que le dice las apunta en secreto durante varios meses en que Stump vive y viaja con Cobb. Finalmente Cobb descubre el doble juego de Stump y viéndose enfermo y derrotado ante la picardía de Stump, le autoriza a publicar lo que quiera. Stump finalmente publicó el libro (mezclando tanto sus notas secretas como las dictadas por Cobb) mientras que Cobb murió finalmente del cáncer de próstata diagnosticado.

## Premio, récords y logros

### Estadísticas
| Juegos | AB     | Carreras | Hits  | 2B  | 3B  | HR  | RBI   | Robos | CS  | BB    | SO  | AVG | OBP | Slugging | Total bases | SH  | HBP |
| ------ | ------ | -------- | ----- | --- | --- | --- | ----- | ----- | --- | ----- | --- | --- | --- | -------- | ----------- | --- | --- |
| 3.035  | 11.434 | 2.246    | 4.189 | 724 | 295 | 117 | 1.937 | 892   | 178 | 1.249 | 357 | 366 | 433 | 512      | 5.854       | 295 | 94  |

### Récords
- Promedio de bateo más alto en la historia de las Grandes Ligas: .366
- Mayor número de robos de home de por vida: 54
- Mayor número de títulos de bateo: 12
- Bateó un promedio superior a .300 durante 22 temporadas consecutivas
- Bateó un promedio superior o igual a .400 en tres ocasiones (1911, 1912 y 1922)
- Ganador de la Triple Corona en 1909
- Miembro inaugural del Salón de la Fama del béisbol.